# Tindaria panamensis
Tindaria panamensis är en musselart. Tindaria panamensis ingår i släktet Tindaria och familjen tandmusslor. Inga underarter finns listade i Catalogue of Life.